# Christoph Dientzenhofer

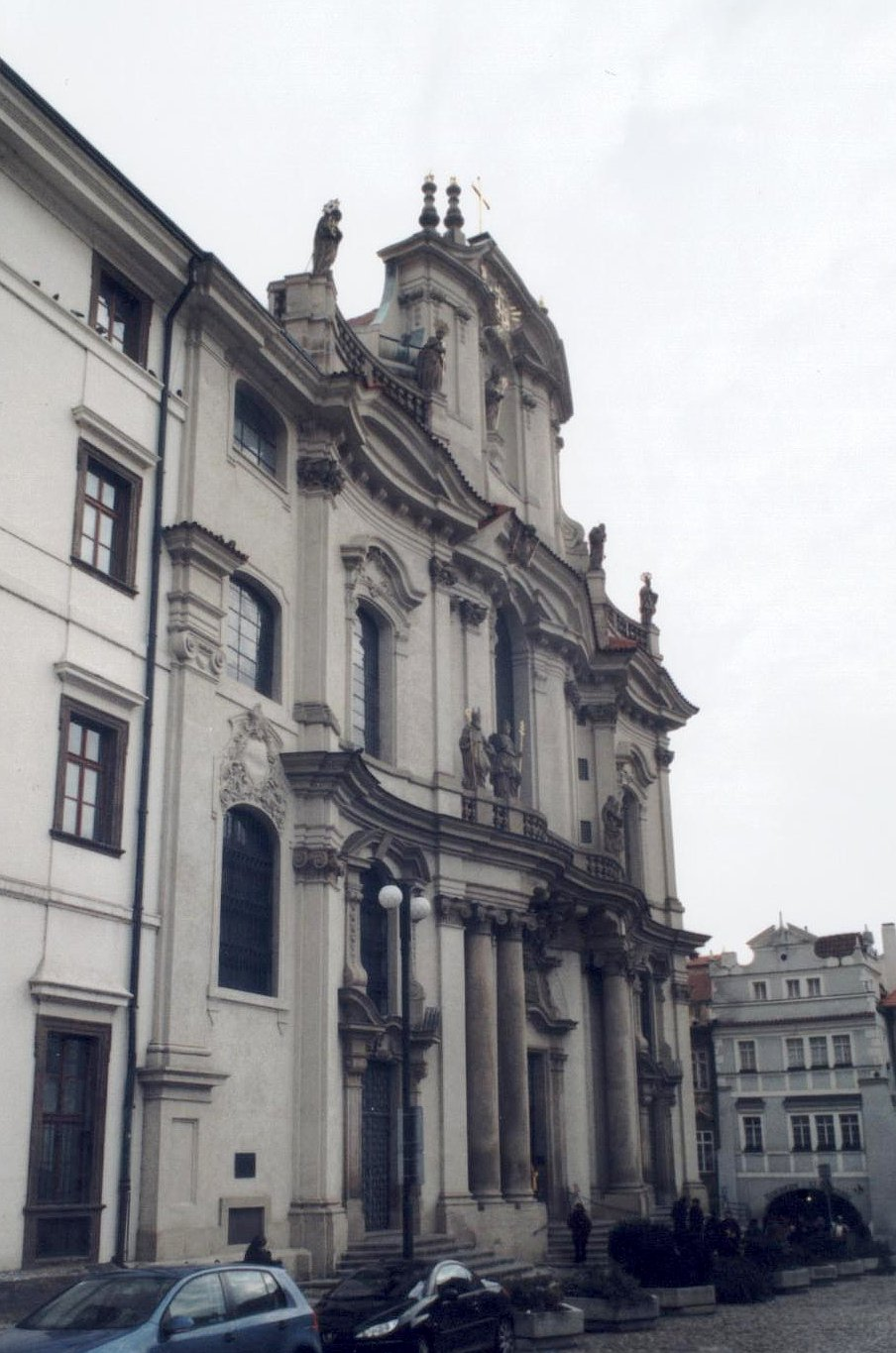
La Iglesia de San Nicolás en Praga

Christoph Dientzenhofer (en checo: Kryštof Dientzenhofer: Kryštof Dientzenhofer) (St. Margarethen cerca de Brannenburg, Distrito de Rosenheim 7 de julio de 1655-Praga 20 de junio de 1722) fue un prominente arquitecto bávaro del sur de Alemania, Austria y Bohemia. Fue miembro de la famosa familia de arquitectos Dientzenhofer, y padre de Kilián Ignáz Dientzenhofer.
Entre sus obras figuran la Iglesia de San Nicolás (1703–1711, finalizada más tarde por su hijo), el Monasterio de Břevnov (1708–1721) en Praga y la iglesia de Santa Klara en Eger (Cheb) (1708–1711). Algunos de sus trabajos son difíciles de identificar, debido a la carencia de documentación y registros.

## Biografía
Comenzó a trabajar como albañil y, en 1676, se trasladó junto a sus hermanos a Praga. El matrimonio de su hermana Anna con el influyente arquitecto Abraham Leuthner von Grund, en 1678, contribuyó a dar un impulso a su carrera arquitectónica construyendo un monasterio en Waldsassen (1685-1690). Fue aquí, si no antes en Praga, donde entró en contacto con el lenguaje formal clásicamente moderado de Jean Baptiste Mathey, nacido en Borgoña y destinado a Praga en 1675. A partir de 1689 se encargó de la construcción del monasterio benedictino de Tepló como maestro de obras independiente.
Su trabajo refleja la influencia de Guarino Guarini, cuya obra conoció a través de la publicación de sus proyectos en 1686. En 1690 viajó a Marsella y es probable que de camino visitara Turín, donde pudo conocer directamente los edificios de Guarini. Construyó superficies murales y bóvedas, animadas de gran movimiento rítmico, según la tradición de Borromini y Guarini.

## Literatura
- Christoph Dientzenhofer × Heinrich Gerhard Franz.

- Milada Vilimkova, Johannes Brucker. Dientzenhofer. Eine bayerische Baumeisterfamilie in der Barockzeit. Rosenheimer Verlagshaus, ISBN 3-475-52610-7

- Hans Zimmer. Die Dientzenhofer. Ein bayerisches Baumeistergeschlecht in der Zeit des Barock. Rosenheim 1976

- Biographisches Lexikon zur Geschichte der böhmischen Länder, Band I., ISBN 3-486-44051-9,  S. 247-248

- Erhard Gorys. DuMont Kunst-Reiseführer Tschechische Republik, ISBN 3-7701-2844-3

- P. Vlček. Stavitel Kryštof Dientzenhofer. In: Historická architektura. Prag 1995